# Lista de episódios de Gintama
Os episódios da série de anime japonês Gintama foram animadas pela Sunrise. Os primeiros 99 episódios foram dirigidos por Shinji Takamatsu. Episódios 100-105 foram dirigidos por Takamatsu e Yoichi Fujita, enquanto os episódios subsequentes foram apenas por Fujita. Ela estreou na TV Tokyo em 4 de abril de 2006, e terminou em 25 de marco de 2010 com um total de 201 episódios. O anime é baseado no mangá de Hideaki Sorachi de mesmo nome. A história gira em torno de um samurai excêntrico, Gintoki Sakata, seu aprendiz, Shinpachi Shimura, e uma adolescente alienígena chamada Kagura. Todos os três são freelancers que procuram trabalhar para pagar o aluguel mensal, que geralmente não é pago de qualquer maneira.

## Lista de episódios

### 1ª Temporada
| Número              | Título Original                                                                                       | Tradução | Estreia                | Abertura |
| 001 (Filler)        | てめーらァァァ!！それでも銀魂ついてんのかァァァ！ （前編）                                            | "Seus miseráveis!! Como ousam se intitular Gintama" (parte 1)                                                                                      | 4 de abril de 2006     | 1        |
| 002 (Filler)        | てめーらァァァ!！それでも銀魂ついてんのかァァァ！ （前編）                                            | "Seus miseráveis!! Como ousam se intitular Gintama" (parte 2)                                                                                      | 4 de abril de 2006     | 1        |
| 003                 | 天然パーマに悪い奴はいない                                                                            | "Homens com permanente natural não são ruins!" | 11 de abril de 2006    | 1        |
| 004                 | ジャンプは時々土曜にでるから気をつけろ                                                                | "Às vezes a Jump sai no sábado. Por isso, cuidado!"                                                                                                | 25 de abril de 2006    | 1        |
| 005                 | ジジイになってもあだ名で呼び合える友達を作れ                                                          | "Faça amigos a quem possa chamar pelo apelido, mesmo quando você já for um velhote"                                                                | 2 de maio de 2006      | 1        |
| 006                 | 一度した約束は死んでも守れ                                                                            | "Quando fizer uma promessa, a mantenha até a morte"                                                                                                | 9 de maio de 2006      | 1        |
| 007                 | ペットは飼い主が責任をもって最後まで面倒を見ましょう                                                  | "O dono do animal de estimação deve se responsabilizar pelos problemas causados por ele"                                                           | 16 de maio de 2006     | 1        |
| 008                 | 粘り強さとしつこさは紙一重                                                                            | "A diferença entre persistência e problema é fina como um papel"                                                                                   | 23 de maio de 2006     | 1        |
| 009                 | 喧嘩はグーでやるべし                                                                                  | "Numa luta, você deve ir até o fim!" | 30 de maio de 2006     | 1        |
| 010                 | 疲れた時は酸っぱい物を                                                                                | "Quando estiver cansado, coma alguma coisa azeda!"                                                                                                 | 6 de junho de 2006     | 1        |
| 011                 | べちゃべちゃした団子なんてなぁ団子じゃねぇバカヤロー                                                  | "Um bolinho que você mastigou e cuspiu não é mais um bolinho, seu idiota!"                                                                         | 13 de junho de 2006    | 1        |
| 012                 | 第一印象がいい奴にロクな奴はいない                                                                    | "Aquele que apresenta uma primeira impressão boa, geralmente não presta"                                                                           | 13 de junho de 2006    | 1        |
| 013 (ARCO HARUSAME) | コスプレするなら心まで飾れ                                                                            | "Se você for fazer Cosplay, faça com todo o seu coração!"                                                                                          | 20 de junho de 2006    | 1        |
| 014                 | (A) 男にはカエルに触れて一人前みたいな訳のわからないルールがある (B) 脇だけ洗っときゃいいんだよ脇だけ | (A) "Há uma regra estranha que os caras têm que tocar um sapo para chegar à maturidade" (B) "Você só tem que lavar suas axilas. Sim, só as axilas" | 4 de julho de 2006     | 1        |
| 015                 | 飼い主とペットは似る                                                                                  | "O dono e seu animal de estimação são parecidos"                                                                                                   | 11 de julho de 2006    | 1        |
| 016                 | 考えたら人生ってオッさんになってからの方が長いんじゃねーか！恐っ！！                                  | "Se você for pensar, a maior parte da sua vida é como um velho. Assustador!!!"                                                                     | 18 de julho de 2006    | 1        |
| 017 (ARCO GENGAI)   | 親子ってのは嫌なとこばかり似るもんだ                                                                  | "Pais e filhos sempre dividem seus defeitos" | 25 de julho de 2006    | 1        |
| 018                 | ああ やっぱり我が家が一番だわ                                                                         | "Ah! O lar é o melhor lugar" | 1 de agosto de 2006    | 1        |
| 019                 | 海の水がなぜしょっぱいかだと？オメーら都会人が泳ぎながら用足してるからだろーがァァ！！                | "Por que a água do mar é salgada? Provavelmente porque o povo da sua cidade usa o banheiro!!"                                                      | 8 de agosto de 2006    | 1        |
| 020                 | ベルトコンベアには気をつけろ                                                                          | "Cuidado com a correia transportadora" | 15 de agosto de 2006   | 1        |
| 021                 | (A) 男ならとりあえずカジキ! (B) 扇風機つけっぱなしで寝ちゃうとお腹こわしちゃうから気を付けて          | (A) "Se você é um homem, por ora um marlim!" (B) "Cuidado ao deixar o ventilador ligado enquanto dorme, você terá uma dor de barriga!!"            | 22 de agosto de 2006   | 1        |
| 022                 | 結婚とは勘違いを一生涯し続けることだ                                                                  | "Casamento é um erro que você comete pelo resto de sua vida"                                                                                       | 5 de setembro de 2006  | 1        |
| 023                 | 困った時は笑っとけ笑っとけ                                                                            | "Sempre que estiver encrencado apenas ria e ria"                                                                                                   | 12 de setembro de 2006 | 1        |
| 024                 | カワイイ顔には必ず何かが隠れてる                                                                      | "um rosto bonito sempre esconde algo!" | 19 de setembro de 2006 | 1        |

### 2ª Temporada
Arco Perda de Memória: Episódios(31-32) / Mangá: Capítulos: 50-52
Arco Train Samurai: Episódios (34-35) / Mangá: Capítulos 55-56
Arco Umibozu: Episódios(40-43) / Mangá: Capítulos 57-64
| Número                | Título Original | Tradução | Estreia                 | Abertura |
| --------------------- | --- | --- | ----------------------- | -------- |
| 025                   | 鍋は人生の縮図である | "Um cozido é... um modelo em miniatura para a vida" | 5 de outubro de 2006    | 2        |
| 026                   | 恥ずかしがらずに手を挙げて言え                                                                                           | "Não tenha vergonha, levante a mão e diga!" | 12 de outubro de 2006   | 2        |
| 027 (ARCO RENGOKUKAN) | 刀じゃ斬れないものがある                                                                                                 | "Há coisas que uma espada não pode cortar" | 19 de outubro de 2006   | 2        |
| 028                   | いい事は連続して起こらないくせに悪い事は連続して起こるもんだ                                                             | "Coisas boas não vão acontecer seguidamente, mas coisas ruins, vão"                                                                                              | 26 de outubro de 2006   | 2        |
| 029                   | (A) テレビとか新聞とかちゃんと見ないとダメだって (B) 慌てるな！クーリングオフというものがある                            | (A) "Quando se trata de programas de tv ou jornal, você tem que observar com cuidado" (B) "Não perca a cabeça! Há algo chamado Cooling Off!"                     | 2 de novembro de 2006   | 2        |
| 030                   | アイドルだってほぼお前らと同じことやってんだよ                                                                           | "Até ídolos fazem a mesma coisa que vocês!" | 9 de novembro de 2006   | 2        |
| 031 (ARCO AMNÉSIA)    | どうでもいい事に限ってなかなか忘れない                                                                                   | "As coisas que não importam são as que você não pode esquecer"                                                                                                   | 16 de novembro de 2006  | 2        |
| 032 (ARCO AMNÉSIA)    | 人生はベルトコンベアのように流れる                                                                                       | "A vida passa como uma correia transportadora" | 23 de novembro de 2006  | 2        |
| 033                   | 人の名前とか間違えるの失礼だ                                                                                             | "É grosseiro errar o nome das pessoas" | 30 de novembro de 2006  | 2        |
| 034 (ARCO EROMES)     | 恋にマニュアルなんていらない                                                                                             | "Você não precisa de manual para o amor" | 7 de dezembro de 2006   | 2        |
| 035 (ARCO EROMES)     | (A) 恋にマニュアルなんていらない（延長戦） (B) 外見だけで人を判断しちゃダメ                                              | (A) "Você não precisa de manual para o amor (Batalha Perdida)" (B) "Não julgue as pessoas pela aparência"                                                        | 14 de dezembro de 2006  | 2        |
| 036                   | すねに傷がある奴ほどよくしゃべる                                                                                         | "Aqueles que já se machucaram, falam mais" | 21 de dezembro de 2006  | 2        |
| 037                   | (A) サンタなんていねーんだよって言い張る奴こそホントはいるって信じたいんだよ (B) 煩悩が鐘で消えるかァァ 己で制御しろ己で | (A) "Aqueles que reclamam que o Papai Noel não existe, realmente acreditam ele!" (B) "Desejos mundanos não se realizam pelo sino! Controle-os sozinho! Sozinho!" | 28 de dezembro de 2006  | 2        |
| 038                   | (A) 雪ではしゃぐのは子供だけ (B) 冬に食べるアイスもなかなかオツなもんだ                                                  | (A) "Só criancinhas ficam empolgadas com a neve!" (B) "Chupar sorvete no inverno não é tão ruim"                                                                 | 11 de janeiro de 2007   | 2        |
| 039                   | メニューの多いラーメン屋はたいてい流行ってない                                                                           | "Restaurantes de Lamén que oferecem variedades no menu não estão na moda"                                                                                        | 18 de janeiro de 2007   | 2        |
| 040 (ARCO UMIBOZU)    | 子作りは計画的に | "Planeje como vai criar seu filho" | 25 de janeiro de 2007   | 2        |
| 041 (ARCO UMIBOZU)    | タイトルだけじゃ映画の面白さはわかんない                                                                                 | "Não dá pra saber se o filme é interessante só pelo titulo!" | 1 de fevereiro de 2007  | 2        |
| 042 (ARCO UMIBOZU)    | みみずにおしっこかけると腫れるよ                                                                                         | "Minhocas incham quando você urina nelas" | 8 de fevereiro de 2007  | 2        |
| 043 (ARCO GONINJA)    | キャラクターはシルエットだけで読者に見分けがつくように描き分けよう                                                       | "O desenho das personagens deve ser distinguível pela silhueta"                                                                                                  | 15 de fevereiro de 2007 | 2        |
| 044 (ARCO GONINJA)    | お母さんだって忙しいんだから夕飯のメニューに文句つけるの止めなさい                                                       | "A mamãe está ocupada, então pare de reclamar do menu do jantar"                                                                                                 | 22 de fevereiro de 2007 | 2        |
| 045 (ARCO SADAHARU)   | 愛犬の散歩は適度なスピードで                                                                                             | "Quando levar seu cão para passear, não vá muito rápido" | 1 de março de 2007      | 2        |
| 046                   | ××遊びは20歳になってから                                                                                                 | "Guarde as brincadeiras XX para depois dos 20 anos" | 8 de março de 2007      | 2        |
| 047                   | さくらんぼってアレ桜の木になるの？                                                                                       | "Cerejas dão em cerejeiras?" | 15 de março de 2007     | 2        |
| 048                   | (A) 似てる二人は喧嘩する (B) 何であれやるからには負けちゃダメ                                                            | (A) "Duas pessoas parecidas entram em uma disputa" (B) "Se vamos fazer isso, não podemos perder"                                                                 | 22 de março de 2007     | 2        |
| 049                   | ギャンブルのない人生なんてわさび抜きの寿司みてぇなもんだ                                                                 | "Uma vida sem apostas é como Sushi sem Wasabi!" | 29 de março de 2007     | 2        |

### 3ª Temporada
| Número                | Título Original | Tradução | Estreia                | Abertura |
| --------------------- | --- | --- | ---------------------- | -------- |
| 050 (Filler)          | 未定は未定であって決定ではない                                                                                                 | "Não Decidido é Apenas Não Decidido e Não Que Foi Decidido"                                                                                              | 5 de abril de 2007     | 3        |
| 051 (ARCO DO BEBÊ)    | ミルクは人肌の温度で | "Sirva o Leite na Temperatura do Corpo" | 12 de abril de 2007    | 3        |
| 052 (ARCO DO BEBÊ)    | 人に会うときはまずアポを | "Quando Quiser Encontrar Alguém, Marque um Papo Antes"                                                                                                   | 19 de abril de 2007    | 3        |
| 053                   | ストレスはハゲる原因になるがストレスをためないように気を配るとそこでまたストレスがたまるので結局僕らにできることなんて何もない | "O Estresse Pode Levar à Calvície, Mas se Você Tentar Demais Não se Estressar, Isso Fará Com Que Fique Estressado. Então Não há Nada Que se Possa Fazer" | 26 de abril de 2007    | 3        |
| 054 (ARCO DA MÃE)     | どこの母ちゃんもだいたい同じ                                                                                                   | "Quase Todas as Mães São Iguais" | 3 de maio de 2007      | 3        |
| 055 (ARCO DA MÃE)     | ものを食べるとき、クチャクチャ音をたてない                                                                                     | "Não Faça Barulho Mastigando Enquanto Come" | 10 de maio de 2007     | 3        |
| 056                   | 一日局長に気を付けろッテンマイヤーさん                                                                                         | "Tenha Cuidado Com os Comandantes por Um Dia" | 17 de maio de 2007     | 3        |
| 057 (Filler)          | 無くした物を探すときはその日の行動をさかのぼれ                                                                                 | "Quando Estiver Procurando Por Algo Que Perdeu, Faça o Caminho de Volta no Dia Que Perdeu"                                                               | 24 de maio de 2007     | 3        |
| 058 (ARCO BENIZAKURA) | 売店ではやっぱコロッケパンが一番人気                                                                                           | "Pão de Croquete é, Com Certeza, o Mais Popular da Loja"                                                                                                 | 31 de maio de 2007     | 3        |
| 059 (ARCO BENIZAKURA) | 傘の置き忘れに注意 | "Não Esqueça de Trazer Seu Guarda-Chuva" | 7 de junho de 2007     | 3        |
| 060 (ARCO BENIZAKURA) | 陽はまた昇る | "O Sol Ainda Irá Nascer" | 14 de junho de 2007    | 3        |
| 061 (ARCO BENIZAKURA) | 闇夜の虫は光に集う | "Insetos na Noite se Juntam na Luz" | 21 de junho de 2007    | 3        |
| 062                   | ミイラ捕りがミイラに | "Para Pegar a Múmia, Torne-se a Múmia" | 28 de junho de 2007    | 3        |
| 063                   | ジャンプの次号予告は当てにならない                                                                                             | "Não se Pode Confiar na Prévia da Jump Para a Próxima Edição"                                                                                            | 5 de julho de 2007     | 3        |
| 064                   | んまい棒は意外とお腹いっぱいになる                                                                                             | " Nmaibou Surpreendentemente Pode Encher!" | 12 de julho de 2007    | 3        |
| 065                   | 少年はカブト虫を通し生命の尊さを知る                                                                                           | "Os Jovens Aprendem o Valor da Vida Através dos Besouros"                                                                                                | 19 de julho de 2007    | 3        |
| 066                   | 華より団子 | "O Dango com Flores" | 26 de julho de 2007    | 3        |
| 067                   | (A) 走り続けてこそ人生 (B) 理想の彼女はやっぱり南ちゃん                                                                        | (A) "Se Você continuar Correndo, com certeza ira sobreviver" (B) "A namorada ideal é a Minami-Chan"                                                      | 2 de agosto de 2007    | 3        |
| 068                   | 渡る世間はオバケばかり | "Nós podemos encontrar fantamas em qualquer lugar" | 9 de agosto de 2007    | 3        |
| 069 (ARCO FUYO)       | ゴミの分別回収にご協力下さい                                                                                                   | "Por favor, siga as regras... Na hora de separar seu lixo"                                                                                               | 16 de agosto de 2007   | 3        |
| 070 (ARCO FUYO)       | 可愛いモノも多すぎると気持ち悪い                                                                                               | "Muita fofice... pode encher o saco" | 23 de agosto de 2007   | 3        |
| 071 (ARCO FUYO)       | 消せないデータもある | "Alguns dados não podem ser apagados" | 30 de agosto de 2007   | 3        |
| 072                   | (A) 犬の肉球はこうばしい匂いがする (B) かもしれない運転で行け                                                                  | (A) "A pata de um cachorro é "Aromática" (B) "E vamos lá dirigir com o "Talvez""                                                                         | 6/9/2007               | 3        |
| 073                   | そんなに松茸って美味しいもんなのか一度良く考えてみよう                                                                         | "Considere-se cogumelos Matsutake, tem um gosto realmente bom"                                                                                           | 13 de setembro de 2007 | 3        |
| 074                   | 漫画家は原稿のストックが出来てこそ一人前                                                                                       | "Um desenhista de mangá, é um profissional, depois de muita prática de caligrafia"                                                                       | 20 de setembro de 2007 | 3        |

### 4ª Temporada
| Número                            | Título Original                                                                                                 | Tradução | Estreia                 | Abertura |
| --------------------------------- | --- | --- | ----------------------- | -------- |
| 075 (Filler)                      | 仕事のグチは家でこぼさず外でこぼせ!                                                                             | "Não Reclame de seu trabalho em casa, faça isso em outro lugar"                                                                                   | 27 de setembro de 2007  | 3        |
| 076 (ARCO YAGYU)                  | そういう時は黙って赤飯                                                                                          | "Em tempos como este, apenas fique quieto e faça muitos Sekihan"                                                                                  | 4 de outubro de 2007    | 4        |
| 077 (ARCO YAGYU)                  | 昨日の敵は今日もなんやかんやで敵                                                                                | "O inimigo de ontem de algum modo... é tambem o inimigo de hoje"                                                                                  | 11 de outubro de 2007   | 4        |
| 078 (ARCO YAGYU)                  | 食べ物の好き嫌いが多い人は人間の好き嫌いも多い                                                                  | "Uma pessoa que escolhe demais as comidas, faz o mesmo com as pessoas"                                                                            | 18 de outubro de 2007   | 4        |
| 079 (ARCO YAGYU)                  | 四人揃えばいろんな知恵                                                                                          | "Muita sabedoria aparece se você reunir quatro pessoas"                                                                                           | 25 de outubro de 2007   | 4        |
| 080 (ARCO YAGYU)                  | 普段眼鏡をかけてる奴が眼鏡を外すとなんかもの足りない パーツが一個足りない気がする                               | "Quando uma pessoa que usa óculos os tira, parece que está faltando alguma coisa. Como estivesse faltando uma parte dela"                         | 8 de novembro de 2007   | 4        |
| 081 (ARCO YAGYU)                  | 女の一番の化粧は笑顔                                                                                            | "A melhor maquiagem de uma mulher é seu sorriso"                                                                                                  | 15 de novembro de 2007  | 4        |
| 082 (Semi-Filler)                 | (A) カワイイを連発する自分自身をカワイイと思ってんだろ (B) ラーメンのために並ぶんじゃない自己満足のため並ぶんだ | (A) "Se você dizer "fofo" na repetição, você mesmo vai se achar fofo, não é?" (B) "Você não fica na linha por lamen, você fica pra se satisfazer" | 22 de novembro de 2007  | 4        |
| 083                               | 運に身分は関係ない                                                                                              | "A sorte não tem nada a ver com o Rank" | 29 de novembro de 2007  | 4        |
| 084 (ARCO HARD-BOILED)            | 男は心に固ゆで卵                                                                                                | "O coração dos homens são ovos Hard-Boiled" | 6 de dezembro de 2007   | 4        |
| 085 (ARCO HARD-BOILED)            | 固ゆで卵は潰れない                                                                                              | "Um ovo duro nunca será esmagado" | 13 de dezembro de 2007  | 4        |
| 086 (ARCO MITSUBA)                | 羊数えるの自体に夢中になったりして結局眠れないことも多い                                                        | "É comum perder o sono por se concentrar muito em contar carneirinhos"                                                                            | 20 de dezembro de 2007  | 4        |
| 087 (ARCO MITSUBA)                | 私と仕事どっちが大事なのかという女にはジャーマンスープレックス                                                  | "Use Suplexs Alemães em mulheres que gostam de perguntar se são mais importantes que o trabalho"                                                  | 27 de dezembro de 2007  | 4        |
| 088                               | 合コンは始まるまでが一番楽しい                                                                                  | "Um Goukon é mais divertido antes de começar" | 10 de janeiro de 2008   | 4        |
| 089                               | 2度あることは3度ある                                                                                            | "Se as coisas já aconteceram duas vezes, haverá uma terceira vez"                                                                                 | 17 de janeiro de 2008   | 4        |
| 090                               | 美味しいものほど当たると恐い                                                                                    | "Quanto melhor o gosto, mais apavorantes eles são quando estragam"                                                                                | 24 de janeiro de 2008   | 4        |
| 091                               | やせたいなら動け 食べるな                                                                                       | "Se você quer perder o peso, mova-se. Não coma!"                                                                                                  | 31 de janeiro de 2008   | 4        |
| 092                               | 人の短所を見つけるより長所を見つけられる人になれ                                                                | "Seja uma pessoa que possa ver os méritos de outra pessoa, não só os pontos fracos"                                                               | 7 de fevereiro de 2007  | 4        |
| 093                               | ヒーローだって悩んでる                                                                                          | "Mesmo os heróis têm seus próprios problemas" | 14 de fevereiro de 2008 | 4        |
| 094 (ARCO JULGAMENTO DO HASEGAWA) | 電車に乗る時は必ず両手をつり革に                                                                                | "Quando estiver andando de trem, lembre sempre de segurar a alça com ambas as mãos"                                                               | 21 de fevereiro de 2008 | 4        |
| 095 (ARCO JULGAMENTO DO HASEGAWA) | 男たちよマダオであれ                                                                                            | "Se você for um homem, seja um madao" | 28 de fevereiro de 2008 | 4        |
| 096                               | 男なら諦めるな                                                                                                  | "Um homem nunca deve desistir!" | 6 de março de 2008      | 4        |
| 097                               | (A) 昔の武勇伝は三割増で話せ (B) 花屋とかケーキ屋の娘に男は弱い                                                 | (A) "Lendas do passado precisam ser exageradas em 30%!" (B) "Homens não conseguem resistir à mulheres que vendem flores e bolos"                  | 13 de março de 2008     | 4        |
| 098 (ARCO OWEE)                   | ゲームは一日一時間                                                                                              | "Você pode jogar jogos uma hora por dia" | 20 de março de 2008     | 4        |
| 099 (ARCO OWEE)                   | 人生もゲームもバグだらけ                                                                                        | "A vida e o Videogame estão cheios de erros" | 27 de março de 2008     | ED 8     |

### 5ª Temporada
| Número                             | Título Original                                                                              | Tradução | Estreia                | Abertura |
| ---------------------------------- | -------------------------------------------------------------------------------------------- | --- | ---------------------- | -------- |
| 100                                | 好かれないものほど愛おしい                                                                   | "Capítulo 100! Gintama entra no 3° ano" | 3 de abril de 2008     | 5        |
| 101 (ARCO REBELIÃO NO SHINSENGUMI) | 掟は破るためにこそある                                                                       | "Regras são feitas para serem quebradas" | 10 de abril de 2008    | 5        |
| 102 (ARCO REBELIÃO NO SHINSENGUMI) | オタクは話好き                                                                               | "Os Otakus gostam de falar" | 17 de abril de 2008    | 5        |
| 103 (ARCO REBELIÃO NO SHINSENGUMI) | 長所と短所は紙一重                                                                           | "A diferença entre a força e a fraqueza, é papel fino" | 24 de abril de 2008    | 5        |
| 104 (ARCO REBELIÃO NO SHINSENGUMI) | 大切なものは見えにくい                                                                       | "É difícil. Para ver coisas importantes" | 1 de abril de 2008     | 5        |
| 105 (ARCO REBELIÃO NO SHINSENGUMI) | 何事もノリとタイミング                                                                       | "Tudo é uma questão de Feeling e de Timming" | 8 de maio de 2008      | 5        |
| 106 (Filler)                       | 恋愛ってたいていサドンデス方式                                                               | "O amor funciona melhor em morte súbita" | 15 de maio de 2008     | 5        |
| 107 (ARCO DO CÃO DE GUARDA)        | 親の心子知らず                                                                               | "Nenhuma criança sabe o quanto é querida por seus pais" | 22 de maio de 2008     | 5        |
| 108 (ARCO DO CÃO DE GUARDA)        | 言わぬが花                                                                                   | "Algumas coisas são melhores se não ditas" | 29 de maio de 2008     | 5        |
| 109                                | 人生は試験だ                                                                                 | "A vida é um teste" | 5 de junho de 2008     | 5        |
| 110                                | 人は皆自分という檻を破る脱獄囚                                                               | "Todas as pessoas são um refúgio de uma prisão chamada "si mesmo""                                                                                            | 12/6/2008              | 5        |
| 111 (Semi-Filler)                  | (A) NH物は彼女に見つかるな (B) ほぼ100%の確率でビニール傘を置き忘れてくる自分が嫌い          | (A) "Nunca deixe sua namorada ver performances de Travestis" (B) "Tem quase 100% de chances de se esquecer do guarda-chuva de plástico e então se odiar"      | 19 de junho de 2008    | 5        |
| 112                                | 二十代の誕生日に深い意味はない/ 起きて働く果報者                                             | "Sortudos são aqueles que trabalham sempre que estão acordados"                                                                                               | 26 de junho de 2008    | 5        |
| 113                                | 便器を磨く事これ心を磨く事なり                                                               | "Limpezas de toaletes é exatamente como limpar seu espírito"                                                                                                  | 3 de julho de 2008     | 5        |
| 114 (Filler)                       | プリンに醤油かけたらウニの味がするって言うけどプリンに醤油かけてもプリンと醤油の味しかしない | "Mesmo que seja dito que se colocar molho de soja no pudim dê a ele gosto de ouriço do mar, na verdade só dá o gosto de soja e pudim"                         | 10 de julho de 2008    | 5        |
| 115 (ARCO RYUGUJO)                 | 夏休みは始まる前が一番楽しい                                                                 | "As férias de verão são mais aproveitáveis logo antes disso começar"                                                                                          | 17 de julho de 2008    | 5        |
| 116 (ARCO RYUGUJO)                 | 亀の甲より年の功                                                                             | "Quanto mais velho, mais sábio" | 24 de julho de 2008    | 5        |
| 117 (ARCO RYUGUJO)                 | 美は夏の果実の如き物                                                                         | "A beleza é como um fruto maduro de verão" | 31 de julho de 2008    | 5        |
| 118 (ARCO RYUGUJO)                 | 腰は曲がってもまっすぐに                                                                     | "Viva uma vida honesta, mesmo que ao seu redor seja tudo errado"                                                                                              | 7 de agosto de 2008    | 5        |
| 119                                | タバコは一箱に一、二本馬糞みたいな匂いのする奴が入っている                                   | "Em uma caixa de cigarro, há pelo menos um ou dois cigarros que fedem a esterco de cavalo"                                                                    | 14 de agosto de 2008   | 5        |
| 120 (Semi-Filler)                  | (A) 海外の日本料理店の味はだいたい学食レベル (B) 一度取った皿は戻さない                      | (A) "O sabor de um restaurante Japonês no exterior, está no mesmo nível de uma lanchonete escolar" (B) "Uma vez que você escolheu um prato, você não mudá-lo" | 21 de agosto de 2008   | 5        |
| 121 (ARCO MONKEY HUNTER)           | 素人はプラスとマイナスだけで十分だ                                                           | "Uma chave Phillips é tudo que amadores precisam" | 28 de agosto de 2008   | 5        |
| 122 (ARCO MONKEY HUNTER)           | 想像力は中2で培われる                                                                        | "Imaginações se desenvolvem no segundo ano da escola secundária"                                                                                              | 4 de setembro de 2008  | 5        |
| 123 (ARCO MONKEY HUNTER)           | おねだりも度がすぎれば脅迫                                                                   | "Sempre há uma chave de fendas dentro do seu coração" | 11 de setembro de 2008 | 5        |
| 124 (Semi-Filler)                  | 最終章突入!                                                                                  | "Pedidos que são excessivos se tornam ameaças" | 18 de setembro de 2008 | 5        |
| 125 (Filler)                       | 文字でしか伝わらないものがある                                                               | "Ataque do Capítulo Final!" | 25 de setembro de 2008 | 5        |

### 6ª Temporada
| Número                                | Título Original                                                                                     | Tradução | Estreia                 | Abertura |
| ------------------------------------- | --------------------------------------------------------------------------------------------------- | --- | ----------------------- | -------- |
| 126 (ARCO CORRESPONDÊNCIA)            | 文字でしか伝わらないものがある                                                                      | "Algumas coisas só podem ser ditas em palavras escritas" | 2 de outubro de 2008    | 6        |
| 127 (ARCO CORRESPONDÊNCIA)            | 会わないとわからないこともある                                                                      | "Há coisas que você não pode compreender, a menos que você as encontre" | 9 de outubro de 2008    | 6        |
| 128 (ARCO CORRESPONDÊNCIA)            | 会ってもわからないこともある                                                                        | "Certas coisas você não pode dizer só por encontrar alguém" | 16 de outubro de 2008   | 6        |
| 129 (ARCO KINTARO)                    | 拾い食いに気をつけろ                                                                                | "Cuidado com a comida que você pega do chão" | 23 de outubro de 2008   | 6        |
| 130 (ARCO KINTARO)                    | 猫好きと犬好きは相容れない                                                                          | "Amantes de gatos e amantes de cachorros, são mutuamente exclusivos" | 30 de outubro de 2008   | 6        |
| 131 (ARCO GHOST RYOKAN)               | 旅行先ではだいたいケンカする                                                                        | "Brigas sempre acontecem durante passeios" | 6 de novembro de 2008   | 6        |
| 132 (ARCO GHOST RYOKAN)               | ブリーフの××筋は絶対不可避                                                                          | "Cuecas não conseguem evitar as marcas" | 13 de novembro de 2008  | 6        |
| 133 (ARCO GHOST RYOKAN)               | 銀と閣下の穀潰し                                                                                    | "Gin e suas excelências boas-para-nada" | 20 de novembro de 2008  | 6        |
| 134 (ARCO GHOST RYOKAN)               | 幽霊ネタやる時は慎重に                                                                              | "Cuidado quando usar histórias de fantasmas" | 27 de novembro de 2008  | ED 11    |
| 135 (Filler)                          | 地球の前に、もっと危ない「ギンタマン」の未来を考えろ                                                | "Antes de pensar sobre a terra, pense sobre o perigoso futuro de Gintaman"                                                                                                   | 4 de dezembro de 2008   | 6        |
| 136                                   | 己の居場所は己で作るものなり                                                                        | "É sua casa, você a construiu" | 11 de dezembro de 2008  | 6        |
| 137 (Filler)                          | (A) 告白に自信のある男なんて99%いない (B) サンタはいないって奴こそ本当は信じたいのね この天邪鬼さん | (A) "99% dos homens não estão confiantes em confessar seu amor" (B) "Pessoas que não acreditam em Papai Noel são bem aqueles que querem acreditar, seus malditos briguentos! | 18/12/2008              | 6        |
| 138                                   | 時には昔の話をしようか                                                                              | "Vamos falar do passado de vez em quando" | 25 de dezembro de 2008  | 6        |
| 139 (ARCO YOSHIWARA EM CHAMAS)        | 財布は尻ポケットに入れるな                                                                          | "Não coloque sua carteira no bolso de trás" | 8 de janeiro de 2009    | 6        |
| 140 (ARCO YOSHIWARA EM CHAMAS)        | 晴れの日に雨傘さす奴には御用心                                                                      | "Cuidado com quem usa guarda-chuva no sol" | 15 de janeiro de 2009   | 6        |
| 141 (ARCO YOSHIWARA EM CHAMAS)        | ケンカの横槍は危険                                                                                  | "Entrando em uma luta perigosa" | 22 de janeiro de 2009   | 6        |
| 142 (ARCO YOSHIWARA EM CHAMAS)        | 人生は選択肢の連続                                                                                  | "A Vida é uma série de escolhas" | 29 de janeiro de 2009   | 6        |
| 143 (ARCO YOSHIWARA EM CHAMAS)        | 四本足で立つのが獣二本足と意地と見栄で立つのが男                                                    | "Os que andam em 4 patas são bestas, os que andam em 2 patas são orgulhosos e bravos homens"                                                                                 | 5 de fevereiro de 2009  | 6        |
| 144 (ARCO YOSHIWARA EM CHAMAS)        | 寝物語は信用するな                                                                                  | "Não acredite em histórias de ninar" | 12 de fevereiro de 2009 | 6        |
| 145 (ARCO YOSHIWARA EM CHAMAS)        | 絆の色は十人十色                                                                                    | "Cada pessoa tem vários tipos de cores" | 19 de fevereiro de 2009 | 6        |
| 146 (ARCO YOSHIWARA EM CHAMAS)        | 昼間に飲む酒は一味違う                                                                              | "O sabor de beber na luz do dia tem um gosto especial" | 26 de fevereiro de 2009 | ED 12    |
| 147                                   | 全ての大人達は全ての子供達のインストラクター                                                        | "Todos os adultos são instrutores para as crianças" | 5 de março de 2009      | 6        |
| 148 (ARCO JOGO MORTAL NO SHINSENGUMI) | チャックはゆっくり引きあげろ                                                                        | "Tranque seu passarinho sem pressa. Mulheres não entenderiam" | 12 de março de 2009     | 6        |
| 149 (ARCO JOGO MORTAL NO SHINSENGUMI) | チューパットを二つに分ける時はあの持つトコある奴の方がなんかイイ あそこから飲むのもオツ             | "Quando se quebra um Chuubert ao meio, o fim com o botão deve ser melhor" | 19 de março de 2009     | 6        |
| 150 (Filler)                          | 長いものには巻かれろ!!                                                                              | "Se não pode vencê-los, junte-se a eles!" | 26 de março de 2009     | 6        |

### 7ª Temporada
| Número                | Título Original                                                                                       | Tradução | Estreia                | Abertura |
| --------------------- | --- | --- | ---------------------- | -------- |
| 151 (ARCO BARBEIRO)   | 髪切りながら交わされる美容師との会話は世界で一番どうでもいい                                          | "Uma conversa com um barbeiro durante um corte de cabelo é a coisa mais inútil do mundo"                                                 | 2 de abril de 2009     | 7        |
| 152 (ARCO BARBEIRO)   | 天は人の上に人をつくらず髷をつくりました                                                              | "Os céus criaram Chonmage sobre o homem em vez de outro homem"                                                                           | 9 de abril de 2009     | 7        |
| 153                   | 寝る子は育つ                                                                                          | "Dormir ajuda uma criança a crescer" | 16 de abril de 2009    | 7        |
| 154                   | 誕生日会はいつものアイツが違う奴に見える                                                              | "Essa pessoa parece diferente durante uma festa de aniversário"                                                                          | 23 de abril de 2009    | 7        |
| 155 (Filler)          | 裏の裏の裏は裏                                                                                        | "O outro lado do outro lado, do outro lado, do outro lado, sei lá, do outro lado..."                                                     | 30 de abril de 2009    | 7        |
| 156                   | 屋台に入るには微妙に勇気がいる                                                                        | "É preciso um pouco de coragem para entrar em um suporte de um vendedor ambulante"                                                       | 7 de maio de 2009      | 7        |
| 157 (ARCO OTSU)       | 男が揃えばどんな場所でも戦場になる                                                                    | "Qualquer lugar com muitos homens reunidos vai se tornar em um campo de batalha!"                                                        | 14 de maio de 2009     | 7        |
| 158 (ARCO OTSU)       | 友達がケガしたらすぐに病院へ                                                                          | "Se um amigo se machucar, leve-o ao hospital, imediatamente!"                                                                            | 21 de maio de 2009     | 7        |
| 159 (ARCO OTSU)       | みかんは一個腐るといつの間にかダンボール中のみかんを腐らせる                                          | "Se uma laranja da caixa está podre, o resto delas vão apodrecer antes de você sequer notar!"                                            | 28 de maio de 2009     | 7        |
| 160 (ARCO OTSU)       | 外国人から見たらこっちも外国人 宇宙人から見たらこっちも宇宙人                                         | "Na perspectiva de um estrangeiro, você é um estrangeiro. Na perspectiva de um Alien, você é um Alien"                                   | 4 de junho de 2009     | 7        |
| 161 (ARCO OTSU)       | 何回見てもラピュタはいい                                                                              | "Não importa quantas vezes você vê, Laputa sempre será incrível"                                                                         | 11 de junho de 2009    | 7        |
| 162 (ARCO OTSU)       | 愛とは無償のものなり                                                                                  | "O amor não pede nada em troca" | 18 de junho de 2009    | 7        |
| 163 (ARCO OTSU)       | 黒船は沈む時も派手                                                                                    | "O navio negro faz uma cena mesmo quando afunda"                                                                                         | 25 de junho de 2009    | 7        |
| 164 (Filler)          | (A) 松茸のお吸い物ってアレ ホンモノよりうまいよね (B) 人は死んだら生き返らない                        | (A) "Os ingredientes da sopa de Matsutake são mais gostosas que a sopa em si" (B) "Se uma pessoa está morta, ela não pode voltar à vida" | 2 de julho de 2009     | 7        |
| 165                   | 柳の下にどじょうは沢山いる                                                                            | "Se funcionou uma vez, vai funcionar de novo e de novo"                                                                                  | 9 de julho de 2009     | 7        |
| 166 (Filler)          | 一つより二つ 一人より二人                                                                             | "Dois é melhor que um! Duas pessoas são melhores do que uma!"                                                                            | 16 de julho de 2009    | 7        |
| 167 (ARCO TAMA QUEST) | なめらかなポリゴンは人の心もなめらかにする                                                            | "Polígonos são moles e os corações dos homens também"                                                                                    | 23 de julho de 2009    | 7        |
| 168 (ARCO TAMA QUEST) | 人の身体は小宇宙                                                                                      | "O corpo humano é como um pequeno universo"                                                                                              | 30 de julho de 2009    | 7        |
| 169 (ARCO TAMA QUEST) | 導かれしバカたち                                                                                      | "Os idiotas escolhidos" | 6 de agosto de 2009    | 7        |
| 170 (ARCO TAMA QUEST) | そして伝説へ                                                                                          | "E dentro da lenda" | 13 de agosto de 2009   | 7        |
| 171 (Filler)          | (A) なくなって初めてわかるいとおしさ (B) 真似ばかりしていると訴えられる                               | (A) "Você vai ser processado se tudo que fizer é copiar os outros" (B) "Você não sabe o valor do que tem até perder"                     | 20 de agosto de 2009   | 7        |
| 172                   | アメとムチは使いよう                                                                                  | "Tudo depende de como você usa o método da "Cenoura" e da "Vara""                                                                        | 27 de agosto de 2009   | 7        |
| 173 (Filler)          | (A) 大事なのは見た目ではなく中身 (B) 見た目ではなく中身といっても限度がある                           | (A) "O que conta é o que está por dentro" (B) "O que conta é o que está por dentro, mas há um certo limite"                              | 4 de setembro de 2009  | 7        |
| 174 (Semi-Filler)     | (A) 海に向かってバカヤローとか言う人ってまだいるのだろうか (B) 人は閉じ込められると自分の中の扉が開く | (A) "Ainda há pessoas que vão para a praia gritar "idiota"" (B) "As pessoas se abrem quando estão presas"                                | 10 de setembro de 2009 | 7        |
| 175                   | 幾つになっても歯医者は嫌                                                                              | "Pessoas de todas as idades odeiam o dentista!"                                                                                          | 17 de setembro de 2009 | 7        |
| 176 (Filler)          | カウントダウン開始                                                                                    | "Começa a contagem regressiva!" | 24 de setembro de 2009 | 7        |

### 8ª Temporada
| Número                               | Título Original | Tradução | Estreia                 | Abertura       |
| ------------------------------------ | --- | --- | ----------------------- | -------------- |
| 177 (ARCO ARANHA VERMELHA)           | 夜の蜘蛛は縁起が悪い | "É azar ver uma aranha a noite" | 1 de outubro de 2009    | 8              |
| 178 (ARCO ARANHA VERMELHA)           | 蜘蛛の糸は一度絡まるとなかなかとれない | "Uma vez preso na teia de uma aranha, é difícil de se libertar" | 8 de outubro de 2009    | 8              |
| 179 (ARCO ARANHA VERMELHA)           | チャランポランな奴程怒ると恐い | "Um cara irritante e assustador" | 15 de outubro de 2009   | 8              |
| 180 (ARCO ARANHA VERMELHA)           | 大切な荷ほど重く背負い難い | "O transporte de uma carga preciosa, pesada e dura" | 22 de outubro de 2009   | 8              |
| 181 (ARCO ARANHA VERMELHA)           | 酒と女はワンセットで気をつけろ | "Cuidado com uma mulher que tomou um Drink" | 29 de outubro de 2009   | 8              |
| 182 (ARCO ENQUETE DE POPULARIDADE)   | 人気投票なんて糞食らえ | "Que se danem as enquetes de popularidade" | 5 de novembro de 2009   | 8              |
| 183 (ARCO ENQUETE DE POPULARIDADE)   | 人気投票なんて燃えて灰になれ | "Eleições de popularidade podem arder no inferno" | 12 de novembro de 2009  | 8              |
| 184 (ARCO ENQUETE DE POPULARIDADE)   | 人気投票なんて･･･ | "Pesquisas de popularidade podem..." | 19 de novembro de 2009  | ED 15          |
| 185 (Semi-Filler)                    | (A) 故郷とおっぱいは遠くにありて思うもの (B) 蜂に刺されたら小便かけろってアレは迷信です バイ菌が入るから気をつけようね！！                                               | (A) "Cidades natais e seios são as melhores coisas que você pode imaginar" (B) "A frase, "urinar em uma picada de abelha" é um mito, você pegará germes, então não faça isso!!"                                                                                                | 26/11/2009              | 8              |
| 186 (ARCO ROKKAKU)                   | 死亡フラグに気をつけろ | "Cuidado com os presságios" | 3 de dezembro de 2009   | 8              |
| 187 (ARCO ROKKAKU)                   | フラグを踏んだらサヨウナラ | "Uma vez que a bandeira esteja hasteada, é o adeus" | 10 de dezembro de 2009  | 8              |
| 188                                  | 観察日記は最後までやりきろう | "Um registro de observação deve ser lido do começo ao fim" | 17 de dezembro de 2009  | 8              |
| 189 (Semi-Filler)                    | (A) 今年できる事は今年中にやっちゃった方が区切りいいんだけど つい来年から仕切り直しゃいーやって思って後回しにしてしまうのが年末のお約束 (B) ラジオ体操は少年少女の社交場 | (A) "É melhor cuidar dos negócios deste ano neste mesmo ano, mas como o ano está prestes a acabar, você acha melhor deixar tudo para o próximo ano, para um novo começo. É isso que acontece no fim do ano" (B) "Rádio-exercícios são reuniões sociais para meninos e meninas" | 24 de dezembro de 2009  | 8              |
| 190 (ARCO GATOS DE RUA DE KABUKICHO) | 捜しものをする時はそいつの目線になって捜せ | "Quando você está procurando alguma coisa, tente usar a perspectiva dessa coisa" | 7 de janeiro de 2010    | 8              |
| 191 (ARCO GATOS DE RUA DE KABUKICHO) | 自由とは無法ではなく己のルールで生きること | "Liberdade significa viver de acordo com seus princípios, não sem leis!" | 14 de janeiro de 2010   | 8              |
| 192 (ARCO GATOS DE RUA DE KABUKICHO) | かぶき町野良猫ブルース | "Blues dos gatos de rua do Distrito Kabuki" | 21 de janeiro de 2010   | 8              |
| 193                                  | 料理は根性 | "Cozinhar é pra quem tem coragem" | 28 de janeiro de 2010   | 8              |
| 194                                  | リヴァイアサンってきいたらどうしてもサザエさんがチラつく俺のバカ！！ | "Sempre que ouço a palavra "Leviathan", como a pensar imediatamente em Sazae-san!" | 04/2/2010               | 8              |
| 195 (ARCO ONMYOJI)                   | 雨ニモ負ケズ | "Não perca para a chuva" | 11 de fevereiro de 2010 | 8              |
| 196 (ARCO ONMYOJI)                   | 風ニモ負ケズ | "Não perca para o vento" | 18 de fevereiro de 2010 | 8              |
| 197 (ARCO ONMYOJI)                   | 嵐ニモ負ケズ | "Não perca para a tempestade" | 25 de fevereiro de 2010 | 8              |
| 198 (ARCO ONMYOJI)                   | イカナル時ニモ笑顔ヲ絶ヤサナイ | "Nunca perca esse sorriso" | 4 de março de 2010      | 8              |
| 199 (ARCO ONMYOJI)                   | ソンナ強ク美シイモノニ私ハナリタイ | "É assim que desejo ser, forte e bonito" | 11 de março de 2010     | ED 16          |
| 200 (ARCO PAPAI NOEL)                | サンタクロースの赤は血の色 | "O vermelho do Papai Noel é vermelho sangue" | 18 de março de 2010     | 8              |
| 201 (ARCO PAPAI NOEL)                | 人類みなサンタ! | "Qualquer um pode ser o Papai Noel" | 25 de março de 2010     | 8              |
| Filme Shin'yaku Benizakura-Hen       | 银魂 新 訳 红桜 篇 | "Um novo Arco Benizakura | 24 de abril de 2010     | Bakuchi Dancer |

### 9ª Temporada
| Número                   | Título Original | Tradução | Estreia                | Abertura |
| ------------------------ | --- | --- | ---------------------- | -------- |
| 202 (ARCO 2 ANOS DEPOIS) | 春休み明けは皆ちょっと大人に見える                                                                                                  | "Todos parecem crescidos após as férias de inverno"                                                                                                  | 4 de abril de 2011     | 9        |
| 203 (ARCO 2 ANOS DEPOIS) | 夏休み明けも皆けっこう大人に見える                                                                                                  | "Todos parecem crescidos após as férias de verão" | 11 de abril de 2011    | 9        |
| 204                      | (A) 年賀状は筆ペンでいけ (B) カカオよりココロ                                                                                       | (A) "Use uma caneta de caligrafia para cartões de ano novo" (B) "O sentimento vem antes do chocolate"                                                | 18 de abril de 2011    | 9        |
| 205                      | (A) 食事はバランスを考えろ (B) 人は皆運命と戦う戦士                                                                                 | (A) "Refeições devem ser balanceadas" (B) "Somos todos guerreiros na batalha contra o destino"                                                       | 25 de abril de 2011    | 9        |
| 206                      | 看板屋の看板娘はもう面倒なんで二枚の板と呼べ                                                                                        | "É muito confuso falar sobre a garota propaganda de um Outdoor, então chame-a de garota sanduíche"                                                   | 2 de maio de 2011      | 9        |
| 207 (ARCO ÓCULOS)        | メガネは魂の一部です | "Óculos são parte da alma" | 9 de maio de 2011      | 9        |
| 208 (ARCO ÓCULOS)        | メガネじゃ見えないものがある | "Óculos previnem que você veja algumas coisas" | 16 de maio de 2011     | 9        |
| 209 (Filler              | いつまでもあると思うな親と金と若さと部屋とYシャツと私とあなたとアニメ銀魂                                                           | "Nada dura para sempre, incluindo pais, dinheiro, juventude, seu quarto, camisetas, eu, você e o anime Gintama"                                      | 23 de maio de 2011     | 9        |
| 210 (ARCO 4 REIS)        | 無法の街に集うはキャッホーな奴ばかり                                                                                                | "Uma cidade sem lei tende a atrair um monte de bandidos"                                                                                             | 30 de maio de 2011     | 9        |
| 211 (ARCO 4 REIS)        | 墓場で暴れるのは幽霊だけではない | "Fantasmas não são os únicos que vagam livremente por cemitérios"                                                                                    | 6 de junho de 2011     | 9        |
| 212 (ARCO 4 REIS)        | 侠の鎖 | "As correntes de um guerreiro" | 13 de junho de 2011    | 9        |
| 213 (ARCO 4 REIS)        | 鉄の街 | "Cidade de ferro" | 20 de junho de 2011    | 9        |
| 214 (ARCO 4 REIS)        | お控えなすって! | "É uma honra!" | 27 de junho de 2011    | 9        |
| 215 (ARCO 4 REIS)        | 丁か半か | "Par ou Impar" | 4 de julho de 2011     | 9        |
| 216                      | 工場見学とか正直一つたりとも記憶に残ってねェ                                                                                        | "Eu não consigo lembrar nada sobre uma excursão na fábrica"                                                                                          | 11 de julho de 2011    | 9        |
| 217                      | 二度ある事は三度ある | "O que acontece duas vezes pode acontecer três vezes"                                                                                                | 18 de julho de 2011    | 9        |
| 218                      | カニのハサミは絆を断つハサミ | "As pinças de um caranguejo podem cortar uma amizade"                                                                                                | 25 de julho de 2013    | 9        |
| 219                      | 人はしらないうちに借りパクという罪を犯している                                                                                      | "Pessoas esquecem de devolver coisas o tempo todo sem mesmo perceber"                                                                                | 1 de agosto de 2011    | 9        |
| 220                      | 銭湯では身も心も丸裸 | "A casa de banho, onde você está pelado de corpo e alma"                                                                                             | 8 de agosto de 2011    | 9        |
| 221 (ARCO JUGEM)         | 寿限無 | "Jugem" | 15 de agosto de 2011   | 9        |
| 222 (ARCO JUGEM)         | 名は体を表す | "O nome revela a pessoa" | 22 de agosto de 2011   | 9        |
| 223                      | おっさんの家庭事情は大分ハード ハートはソフト                                                                                       | "A situação de um homem chefe de família é dura, mas seu coração é mole"                                                                             | 29 de agosto de 2011   | 9        |
| 224                      | 青と赤のエクスタシー | "Ecstasy azul e vermelho" | 5 de setembro de 2011  | 9        |
| 225 (ARCO PRISÃO)        | プ○ズンブ×イクシーズン２って確かにもうプリ××ブレ○クしてるけどあれはこの腐った社会がプリズンってことだからプ○ズンブ×イクでいいんだよ | "Então, na segunda temporada de Prison Break, eles já fugiram da prisão, mas o nome ainda funciona quando você percebe que a sociedade é uma prisão" | 12 de setembro de 2011 | 9        |
| 226 (ARCO PRISÃO)        | 人は皆パジャマっ子 | "Todo mundo ama pijamas" | 19 de setembro de 2011 | 9        |
| 227 (Especial de TV)     | コラボにはエイリ○ンVSプ×デターがあるのも覚えておけ                                                                                  | (Gintama × Sket Dance) "Falando de Crossovers, não esqueçam de Alien VS Predador"                                                                    | 26 de setembro de 2011 | 9        |
| Sket Dance 26            | Spirit Dance | (Gintama × Sket Dance) "Espírito de Dança" | 29 de setembro de 2011 | 9        |

### 10ª temporada
| Número                  | Título Original                                       | Tradução | Estreia                | Abertura |
| ----------------------- | ----------------------------------------------------- | --- | ---------------------- | -------- |
| 228 (Arco Love Choriss) | 愛にプラスもマイナスもなし                            | ''Amor não é nem uma adição nem subtração''                                                                     | 3 de outubro de 2011   | 10       |
| 229 (Arco Love Choriss) | 渡る世間は愛ばかり                                    | ''Passando pelo amor''                                                                                          | 10 de outubro de 2011  | 10       |
| 230                     | ここのタイトルも メールのタイトルみたいなトコも考える | ''Seria muito trabalhoso fazer esse título parecer com o assunto de uma mensagem de texto''                     | 17 de outubro de 2011  | 10       |
| 231                     | 葬式って初めていくと意外とみんな明るくてビックリする  | ''Quando você vai a um funeral pela primeira vez, você se surpreende em saber o quão felizes as pessoas estão'' | 24 de outubro de 2011  | 10       |
| 232 (ARCO RENHO)        | 忘れっぽい奴は忘れた頃にやってくる                    | ''Pessoas que você tende a esquecer aparecem logo após você tê-las esquecido''                                  | 31 de outubro de 2011  | 10       |
| 233 (ARCO RENHO)        | 宇宙ブルルン滞在記                                    | ''A estadia do Ururun''                                                                                         | 7 de novembro de 2011  | 10       |
| 234 (ARCO RENHO)        | 千両箱とガラクタの箱                                  | ''Porquinhos para moedas e lata de lixo''                                                                       | 14 de novembro de 2011 | 10       |
| 235 (ARCO RENHO)        | 空の星                                                | ''Planeta Vazio''                                                                                               | 21 de novembro de 2011 | 10       |
| 236 (ARCO RENHO)        | さよなライオネルなんか言わせない                      | ''Não diga tchau Lionel, você sobreviverá''                                                                     | 28 de novembro de 2011 | 10       |
| 237 (ARCO FÉRIAS)       | 拙者をスキーにつれてって                              | ''Por favor, me leve para esquiar''                                                                             | 5 de dezembro de 2011  | 10       |
| 238 (ARCO FÉRIAS)       | 慰安旅行はイヤンどこォ?                               | ''Férias Desorientadas''                                                                                        | 12 de dezembro de 2011 | 10       |
| 239 (Arco SCANDAL)      | 忘年会でも忘れちゃいけないものがある                  | ''Tem algumas coisas que você não deveria se esquecer enquanto bebe em festas de fim de ano''                   | 19 de dezembro de 2011 | 10       |
| 240 (Arco SCANDAL)      | 人は忘れることで生きていける                          | ''As pessoas só conseguem viver quando se esquecem do que há de ruim''                                          | 26 de dezembro de 2011 | 10       |

### 11ª temporada
| Número                         | Título Original                             | Tradução                                                                    | Estreia                 | Abertura |
| ------------------------------ | ------------------------------------------- | --------------------------------------------------------------------------- | ----------------------- | -------- |
| 241 (ARCO CLUBE DE ANFRITIÕES) | アルファベット表記で人類みなホスト          | Somos todos ANFITRIÕES, com letra maiúscula                                 | 9 de janeiro de 2012    | 11       |
| 242 (ARCO CLUBE DE ANFRITIÕES) | 女はベジータ好き 男はピッコロ好き           | Mulheres como o Vegeta, Homens como Piccolo                                 | 16 de janeiro de 2012   | 11       |
| 243                            | 漫画という画布に人生という筆で絵を描け      | Desenhe sua vida na tela que chamamos de mangá                              | 23 de janeiro de 2012   | 11       |
| 244 (ARCO BARAGAKI)            | チェケラ!!                                  | Vá checar isto!                                                             | 30 de janeiro de 2012   | 11       |
| 245 (ARCO BARAGAKI)            | 茨ガキと薔薇ガキ                            | Espinhoso e Rosado                                                          | 6 de fevereiro de 2012  | 11       |
| 246 (ARCO BARAGAKI)            | 悪ガキどもの祭典                            | Festival de Espinhos                                                        | 13 de fevereiro de 2012 | 11       |
| 247 (ARCO BARAGAKI)            | バラガキからの手紙                          | Carta do Espinhoso                                                          | 20 de fevereiro de 2012 | 11       |
| 248                            | マダオドッグマダオネア                      | Madaodog Madaonaire                                                         | 27 de fevereiro de 2012 | 11       |
| 249                            | 贈り物はお早めに                            | Presentes Devem ser entregues cedo                                          | 5 de março de 2012      | 11       |
| 250                            | お年玉は×ネタとの相性がバツグン             | Envelopes de Ano Novo são perfeitos para piadas sujas                       | 12 de março de 2012     | 11       |
| 251                            | コタツで寝るときは○玉熱しないよう気をつけろ | Quando estiver dormindo sob um kotasu, tome cuidado para não queimar o saco | 19 de março de 2012     | 11       |
| 252 (Filler)                   | ごめんなさい                                | Sentimos Muito                                                              | 26 de março de 2012     | 11       |

### 12ª temporada
| Número                    | Título Original                                                   | Tradução                                                                                    | Estreia                | Abertura           |
| ------------------------- | ----------------------------------------------------------------- | ------------------------------------------------------------------------------------------- | ---------------------- | ------------------ |
| 253 (ARCO KINTAMA)        | ストレートパーマに悪い奴はいない/金パツストパーにロクな奴はいない | "Nenhum mangá é melhor que HunterxHunter"/"Ninguém de cabelo liso natural pode ser tão bom" | 4 de outubro de 2012   | 12                 |
| 254 (ARCO KINTAMA)        | 金時と銀時                                                        | Kintoki e Gintoki                                                                           | 11 de outubro de 2012  | 12                 |
| 255 (ARCO KINTAMA)        | 金さんの金○                                                       | Kintama do Kin-san                                                                          | 18 de outubro de 2012  | 12                 |
| 256 (ARCO KINTAMA)        | 主人公とは                                                        | O Significado de um personagem principal                                                    | 25 de outubro de 2012  | 12                 |
| 257 (ARCO IKKOKU KEISEI)  | 傾城逆転                                                          | A prostituta que vira o jogo                                                                | 10 de janeiro de 2013  | 13                 |
| 258 (ARCO IKKOKU KEISEI)  | 殿中でござる！                                                    | Eu diria que nós estamos no Palácio!!                                                       | 17 de janeiro de 2013  | 13                 |
| 259 (ARCO IKKOKU KEISEI)  | 5本の指！                                                         | Cinco Dedos!!                                                                               | 24 de janeiro de 2013  | 13                 |
| 260 (ARCO IKKOKU KEISEI)  | 心中立                                                            | Uma Promessa!!                                                                              | 31 de janeiro de 2013  | 13                 |
| 261 (ARCO IKKOKU KEISEI)  | 沈まぬ月                                                          | Lua Que Não Sai Do Céu                                                                      | 7 de fevereiro de 2013 | ED 22              |
| 262 (ARCO FEIXE DE LUZ)   | ビームという響きはあらゆる者のハートを射抜く                      | Aquilo Chamado De Luz É Capaz De Perfurar O Coração De Qualquer Um"                         | 7 de março de 2013     | 13                 |
| 263 (ARCO FEIXE DE LUZ)   | 二人兄弟                                                          | Dois irmãos                                                                                 | 14 de março de 2013    | 13                 |
| 264 (ARCO FEIXE DE LUZ)   | 酒とガソリンと笑顔と涙                                            | Bebidas E Gasolina, Sorrisos E Lagrimas                                                     | 21 de março de 2013    | 13                 |
| 265                       | ドッグフードは見た目より味がうすい                                | Comida De Cachorro Não Tem O Gosto Que Você Pensa                                           | 28 de março de 2013    | 13                 |
| Filme Be Forever Yorozuya | 劇場版 銀魂 完結篇 万事屋よ永遠なれ                               | Be Forever Yorozuya                                                                         | 6 de Julho de 2013     | Genjou Destruction |

13ª temporada
| Número                                       | Título Original | Tradução | Estreia             | Abertura |
| -------------------------------------------- | --- | --- | ------------------- | -------- |
| 266 (ARCO FROZEN TIME)                       | 一時停止はうまい具合には止まらない | Nunca se Consegue Pausar na Hora Perfeita | 8 de Abril de 2015  | 14       |
| 267 (ARCO FROZEN TIME)                       | マツイ棒でもとれないゴミがある | Nem um Bastão Matsui é Capaz de Lidar com Certas Sujeiras | 15 de Abril de 2015 | 14       |
| 268                                          | 監察の恋は観察から始まる | O Amor de um Espião Começa com Espionagem | 22 de Abril de 2015 | 14       |
| 269                                          | (A)年号暗記より人間焼きつけろ (B)エロ本隠して○○○隠さず                                                                                       | (A)Esqueça as Datas e se Lembre das Pessoas (B)Você pode ocultar sua pornografia, mas não pode ocultar sua ***                                                   | 29 de Abril de 2015 | 14       |
| 270                                          | (A)鏡は美も醜もありのままを映し出す (B) | (A)Espelhos Refletem a Parte Bonita e também a Feia (B)Ninguém gosta da foto na licença                                                                          | 6 de Maio de 2015   | 14       |
| 271 (ARCO DA FESTA DE REUNIÃO DOS PATRIOTAS) | 同窓会は遅れてくると入りづらい | Quando se Chega Atrasado é mais Difícil Entrar em uma Reunião | 13 de Maio de 2015  | 14       |
| 272 (ARCO DA FESTA DE REUNIÃO DOS PATRIOTAS) | 同窓会は思い出したくもない思い出も蘇ってくる                                                                                                 | Reuniões também nos fazem Lembrar de Coisas que não Queremos | 20 de Maio de 2015  | 14       |
| 273                                          | 人間五十年下天のうちをくらぶれば夢宝くじの如くなり                                                                                           | Comparado ao Tempo no Céu, Cinquenta Anos na Terra Representam nada Além de Sonhos e Bilhetes de Loteria                                                         | 27 de Maio de 2015  | 14       |
| 274                                          | (A)鼻の穴のデカイ奴は発想力もデカイ (B)新しく始まる戦隊モノは最初はこんなの認めねェみたいに なっているが最終回の頃には離れたくなくなっている | (A)Quem tem Nariz Grande também tem Imaginação Grande (B)Você nunca aceita uma nova série Sentai no início, mas no episódio final, você não quer que ela termine | 3 de Junho de 2015  | 14       |
| 275 (ARCO DEKOBOKKO)                         | ９＋１＝柳生十兵衛 | 9+1 = Jyubei Yagyu | 10 de Junho de 2015 | 14       |
| 276 (ARCO DEKOBOKKO)                         | カロリーは忘れた頃にやってくる | Calorias voltam para Assombrar Quando você já se Esqueceu Delas                                                                                                  | 17 de Junho de 2015 | 14       |
| 277 (ARCO DEKOBOKKO)                         | 10 - 1 = | 10 - 1 = | 24 de Junho de 2015 | 14       |

14ª temporada
| Número                  | Título Original                                  | Tradução                                                         | Estreia                | Abertura |
| ----------------------- | ------------------------------------------------ | ---------------------------------------------------------------- | ---------------------- | -------- |
| 278                     | 母ちゃんの弁当はいつもつめすぎて若干つぶれている | Todas Mães Preparam Comida demais e Acabam com a Caixa do Lanche | 1 de Julho de 2015     | 15       |
| 279 (ARCO SHINIGAMI)    | 朝と夜の死神                                     | Ceifador de Dia e Ceifador de Noite                              | 8 de Julho de 2015     | 15       |
| 280 (ARCO SHINIGAMI)    | 鬼か人か                                         | Humano ou Demônio?                                               | 15 de Julho de 2015    | 15       |
| 281 (ARCO SHINIGAMI)    | さらば死神                                       | Adeus, Ceifador                                                  | 22 de Julho de 2015    | 15       |
| 282                     | フェニックスは何度も蘇る                         | A Fênix Vive Renascendo das Cinzas                               | 29 de Julho de 2015    | 15       |
| 283 (ARCO DA CONFISSÃO) | アーメン                                         | Amén                                                             | 5 de Agosto de 2015    | 15       |
| 284 (ARCO DA CONFISSÃO) | リーダーは辛いよ                                 | É Difícil ser Líder                                              | 12 de Agosto de 2015   | 15       |
| 285                     | 恋はゴキブリポイポイ                             | Amor é Sucesso com Baratas                                       | 19 de Agosto de 2015   | 15       |
| 286                     | (A)ベギラマな夏 (B)何もねぇよ夏2015              | (A)Um Verão Sizzle (B)Um Verão de Nada, 2015                     | 26 de Agosto de 2015   | 15       |
| 287 (ARCO SOUL SWITCH)  | おれがマヨラーで あいつが甘党で                  | Ele é uma Formiga e Eu Sou o Cara da Maionese                    | 2 de Setembro de 2015  | 15       |
| 288 (ARCO SOUL SWITCH)  | おれがリーダー失格で あいつもリーダー失格で      | Não Presto como Líder e Nem Ele                                  | 9 de Setembro de 2015  | 15       |
| 289 (ARCO SOUL SWITCH)  | おれが万事屋で あいつが真選組で                  | Eu sou Yorozuya e ele um Shinsengumi                             | 16 de Setembro de 2015 | 15       |

15ª temporada
| Número                           | Título Original | Tradução | Estreia                | Abertura |
| -------------------------------- | --- | --- | ---------------------- | -------- |
| 290 (ARCO KAIENTAI)              | バッグは常に５千万入るようにあけておけ                                                                                             | Sempre Deixe Espaço para Cinquenta Milhões na Bolsa                                                                                                  | 23 de Setembro de 2015 | 16       |
| 291 (ARCO KAIENTAI)              | バッグは常に石ころが入るようにあけておけ                                                                                           | Sempre Deixe Espaço para Pedras na Bolsa | 30 de Setembro de 2015 | 16       |
| 292                              | (A)オシャレとはオシャレと言葉にした時点でかき消えるものなり (B)世の中には二種類の人間がいる それは必殺技を叫ぶ人間と叫ばない人間だ | (A)Estilo sai de Moda Assim que se Fala Nele (B)Existem dois tipos de Pessoas neste Mundo: Aqueles que Gritam seus Nomes de Ataque e Aqueles que Não | 7 de Outubro de 2015   | 16       |
| 293                              | 二人の猿公 | Dois Símios | 14 de Outubro de 2015  | 16       |
| 294 (ARCO AFRO)                  | 生と死のアフロ | Black Power da Vida ou da Morte | 21 de Outubro de 2015  | 16       |
| 295 (ARCO AFRO)                  | 阿腐郎とアフ狼 | Afuro e Lobafro | 28 de Outubro de 2015  | 16       |
| 296 (ARCO FINGINDO DOENÇA)       | 初期設定はナメたら命取り | Subestime a Premissa Inicial e Você vai se Arrepender                                                                                                | 4 de Novembro de 2015  | 16       |
| 297 (ARCO FINGINDO DOENÇA)       | 別れの挨拶は簡潔に | Faça Despedidas Curtas | 11 de Novembro de 2015 | 16       |
| 298                              | (A)担当編集は一人で足りる (B)Gペンは気まぐれ屋さん丸ペンは頑固者                                                                   | (A)Um Editor só já Basta (B)A caneta G é caprichosa e a caneta Maru é teimosa                                                                        | 18 de Novembro de 2015 | 16       |
| 299                              | (A)鉄と魔王は熱いうちに打て (B)オイルの雨                                                                                          | (A)Ataque Quando a Espada e o Rei Demônio estão Quentes                                                                                              | 25 de Novembro de 2015 | 16       |
| 300 (ARCO ASSASSINATO DO SHOGUN) | 光と影の将軍 | Shogun da Sombra e da Luz | 2 de Dezembro de 2015  | 16       |
| 301 (ARCO ASSASSINATO DO SHOGUN) | 忍の里 | Vila Ninja | 9 de Dezembro de 2015  | 16       |

16º Temporada
| Número                           | Título Original                 | Tradução                                                  | Estreia                 | Abertura |
| -------------------------------- | ------------------------------- | --------------------------------------------------------- | ----------------------- | -------- |
| 302 (ARCO ASSASSINATO DO SHOGUN) | 忍の魂                          | Alma Ninja                                                | 16 de Dezembro de 2015  | 16       |
| 303 (ARCO ASSASSINATO DO SHOGUN) | 最後の5人                       | E então havia cinco                                       | 23 de Dezembro de 2015  | 16       |
| 304 (ARCO ASSASSINATO DO SHOGUN) | 万事を護る者達                  | Aqueles que Protegem Contra todas as Probabilidades       | 6 de Janeiro de 2016    | 17       |
| 305 (ARCO ASSASSINATO DO SHOGUN) | 仇                              | Inimigo jurado                                            | 13 de Janeiro de 2016   | 17       |
| 306 (ARCO ASSASSINATO DO SHOGUN) | 戦のあとには烏が哭く            | Depois da Batalha, O Corvo Gorjeia                        | 20 de Janeiro de 2016   | 17       |
| 307 (ARCO ASSASSINATO DO SHOGUN) | さらばダチ公                    | Adeus, Meus Amigos                                        | 27 de Janeiro de 2016   | 17       |
| 308 (ARCO ADEUS SHINSENGUMI)     | 鬼が哭いた日                    | O dia em que o demônio chorou                             | 3 de Fevereiro de 2016  | 17       |
| 309 (ARCO ADEUS SHINSENGUMI)     | ヒーローは遅れてやってくる      | O Herói Tarda, Mas não Falha                              | 10 de Fevereiro de 2016 | 17       |
| 310 (ARCO ADEUS SHINSENGUMI)     | 忘れもの                        | Os Que São Esquecidos                                     | 17 de Fevereiro de 2016 | 17       |
| 311 (ARCO ADEUS SHINSENGUMI)     | (A)脱獄 (B)エッセイ漫画は作画楽 | (A)Fuga da Prisão (B)Ensaio de Manga são Fáceis de Animar | 24 de Fevereiro de 2016 | 17       |
| 312 (ARCO ADEUS SHINSENGUMI)     | 野良犬                          | Vira-Latas                                                | 2 de Março de 2016      | 17       |
| 313 (ARCO ADEUS SHINSENGUMI)     | 届かなかったメール              | Mensagem Não Recebida                                     | 9 de Março de 2016      | 17       |

17º Temporada
| Número                           | Título Original | Tradução                      | Estreia                 | Abertura |
| -------------------------------- | --------------- | ----------------------------- | ----------------------- | -------- |
| 314 (ARCO ADEUS SHINSENGUMI)     | 業              | Karma                         | 16 de Março de 2016     | 17       |
| 315 (ARCO ADEUS SHINSENGUMI)     | 信女            | Nobume                        | 23 de Março de 2016     | 17       |
| 316 (ARCO ADEUS SHINSENGUMI)     | さらば真選組    | Adeus, Shinsengumi            | 30 de Março de 2016     | ED 26    |
| 317 (BATALHA DECISIVA DE RAKUYO) | 化物と化物の子  | O Monstro e a Criança Monstro | 8 de Janeiro de 2017    | 18       |
| 318 (BATALHA DECISIVA DE RAKUYO) | 休暇届          | Pedido de Dispensa            | 15 de Janeiro de 2017   | 18       |
| 319 (BATALHA DECISIVA DE RAKUYO) | 武士の唄        | A Canção do Samurai           | 22 de Janeiro de 2017   | 18       |
| 320 (BATALHA DECISIVA DE RAKUYO) | ヅラ            | Zura                          | 29 de Janeiro de 2017   | 18       |
| 321 (BATALHA DECISIVA DE RAKUYO) | うつけもの二人  | Os Dois Tolos                 | 5 de Fevereiro de 2017  | 18       |
| 322 (BATALHA DECISIVA DE RAKUYO) | 10年            | 10 Anos                       | 12 de Fevereiro de 2017 | 18       |
| 323 (BATALHA DECISIVA DE RAKUYO) | 方法            | Caminho                       | 19 de Fevereiro de 2017 | 18       |
| 324 (BATALHA DECISIVA DE RAKUYO) | 徨安のヌシ      | Mestre Kouan                  | 26 de Fevereiro de 2017 | 18       |
| 325 (BATALHA DECISIVA DE RAKUYO) | まよい兎        | O Coelho Perdido              | 5 de Março de 2017      | 18       |

| 326 (BATALHA DECISIVA DE RAKUYO) | 兄弟     | Irmãos               | 12 de Março de 2017   | 18    |
| 327 (BATALHA DECISIVA DE RAKUYO) | 一番弟子 | O Primeiro Discípulo | 19 de feMarço de 2017 | 18    |
| 328 (BATALHA DECISIVA DE RAKUYO) | 希望     | Esperança            | 26 de Março de 2017   | ED 27 |

19º Temporada
| Número | Título Original | Tradução | Estreia | Abertura |
| ------ | --------------- | -------- | ------- | -------- |

| 342 (ARCO ALMA DE PRATA) | 天然パーマはグニャグニャ曲がっても戻ってくる                        | Por Mais que se Tente Resistir, o Cabelo Crespo Sempre Volta                                             | 7 de Janeiro de 2018                                    | 20      |
| 343 (ARCO ALMA DE PRATA) | 調味料は控え目に                                                    | Em Pequenos Frascos Vêm os Melhores Perfumes                                                             | 14 de Janeiro de 2018                                   | 20      |
| 344 (ARCO ALMA DE PRATA) | ヤンキーの子供は襟足が長い                                          | Filhos de Delinquentes têm cabelos até o Pescoço                                                         | 21 de Janeiro de 2018                                   | 20      |
| 345 (ARCO ALMA DE PRATA) | しぶといとしつこいは紙一重                                          | A Linha entre Insistência e Teimosia é Muito Tênua                                                       | 28 de Janeiro de 2018                                   | 20      |
| 346 (ARCO ALMA DE PRATA) | 爺さんは忘れてはいけないものを皺に刻む                              | Velhacos Esculpem cada Coisa nas Rugas                                                                   | 4 de Fevereiro de 2018                                  | 20      |
| 347 (ARCO ALMA DE PRATA) | 無駄を覚えた機械を人間という                                        | Máquinas que adquirem hábitos inúteis são chamadas de pessoas                                            | 11 de Fevereiro de 2018                                 | 20      |
| 348 (ARCO ALMA DE PRATA) | 男は長くも太くもなく硬く生きろ                                      | Os homens devem viver não muito tempo ou muito, mas são duros                                            | 18 de Fevereiro de 2018                                 | 20      |
| 349 (ARCO ALMA DE PRATA) | 鬼は一寸法師のような小粒に弱い                                      | Ogros são Fracos contra Heróis Pequeninos, como o Samurai de uma Polegada                                | 25 de Fevereiro de 2018                                 | 20      |
| 350 (ARCO ALMA DE PRATA) | 昔の武勇伝は自分で話すと嫌われるので他人に話させろ                  | Ninguém gosta de quem se Gaba dos Próprios Feitos Heroicos, Então Peça que Alguém Faça isso no Seu Lugar | 4 de Março de 2018                                      | 20      |
| 351 (ARCO ALMA DE PRATA) | ジャンプはインフレてなんぼ                                          | Jump anda de Mãos dadas com Poderes cada vez mais Maiores                                                | 11 de Março de 2018                                     | 20      |
| 352 (ARCO ALMA DE PRATA) | 平和と破滅は表裏一体                                                | Paz e Destruição são os dois Lados da Mesma Moeda                                                        | 18 de Março de 2018                                     | 20      |
| 353 (ARCO ALMA DE PRATA) | 武士道とは一秒後に死ぬ事と見つけたり                                | Bushido se acha um Segundo antes da Morte                                                                | 25 de Março de 2018                                     | 20      |
| 354 (ARCO ALMA DE PRATA) | 悪事をはたらきながら善事をはたらくいきもの                          | Malfeitores que Fazem o Bem                                                                              | 8 de julho de 2018                                      | 21      |
| 355 (ARCO ALMA DE PRATA) | 兎は月夜に高く跳ぶ                                                  | Coelhos saltam Mais Alto em Noites de Lua Cheia                                                          | 15 de julho de 2018                                     | 21      |
| 356 (ARCO ALMA DE PRATA) | おもしろきこともなき世をおもしろく                                  | Deixando este Mundo sem Graça mais Interessante                                                          | 22 de julho de 2018                                     | 21      |
| 357 (ARCO ALMA DE PRATA) | ガラじゃない事をするとガラじゃない事が起こる                        | Se fizer algo que não é do seu Costume, Acontece algo que não é de Costume                               | 29 de julho de 2018                                     | 21      |
| 358 (ARCO ALMA DE PRATA) | 数多の王                                                            | Vários Reis                                                                                              | 5 de Agosto de 2018                                     | 21      |
| 359 (ARCO ALMA DE PRATA) | 無職は何者にも染まらない                                            | Desempregados não são Influenciados por Ninguém                                                          | 12 de agosto de 2018                                    | 21      |
| 360 (ARCO ALMA DE PRATA) | 切り札はとっておけ                                                  | Deixe a Melhor carta para o Final                                                                        | 19 de agosto de 2018                                    | 21      |
| 361 (ARCO ALMA DE PRATA) | 人間という生物                                                      | Seres Chamados Humanos                                                                                   | 26 de Agosto de 2018                                    | 21      |
| 362 (ARCO ALMA DE PRATA) | 看板                                                                | Letreiro                                                                                                 | 2 de Setembro de 2018                                   | 21      |
| 363 (ARCO ALMA DE PRATA) | 亡霊                                                                | Espectro                                                                                                 | 9 de Setembro de 2018                                   | 21      |
| 364 (ARCO ALMA DE PRATA) | 少女の2年は男の10年                                                 | Dois anos na idade das mulheres é igual a dez anos na idade dos homem                                    | 16 de setembro de 2018                                  | 21      |
| 365 (ARCO ALMA DE PRATA) | 救い                                                                | Salvação                                                                                                 | 23 de setembro de 2018                                  | 21      |
| 366 (ARCO ALMA DE PRATA) | くわっ                                                              | Dun Dun                                                                                                  | 30 de setembro de 2018                                  | 21      |
| 367 (ARCO ALMA DE PRATA) | (A)悪役にもやっていい事と悪いことがある (B)銀魂終わる終わる詐欺裁判 | (A)Existem linhas que nem os vilões podem cruzar (B)Julgamento final fraudulento de Gintama              | 7 de Setembro de 2018                                   | 21      |
| 368 (ARCO ALMA DE PRATA) | 「万事屋篇」 後先考えずに風呂敷を広げるものじゃない                 | Não espalhe o pano de embrulho sem pensar no futuro                                                      | 15 de Janeiro de 2021                                   | 21      |
| 369 (ARCO ALMA DE PRATA) | 「真選組篇」 直前になって大事なことを決めるものじゃない             | Don't Make Up Your Mind Right Before The Important Decision                                              | 20 de Janeiro de 2021                                   | 21      |
| Filme The Final          | 銀魂                                                                | O Final                                                                                                  | 8 de Janeiro de 2021 (Canonicamente vem após 368 e 369) | Wadachi |